# Estrado

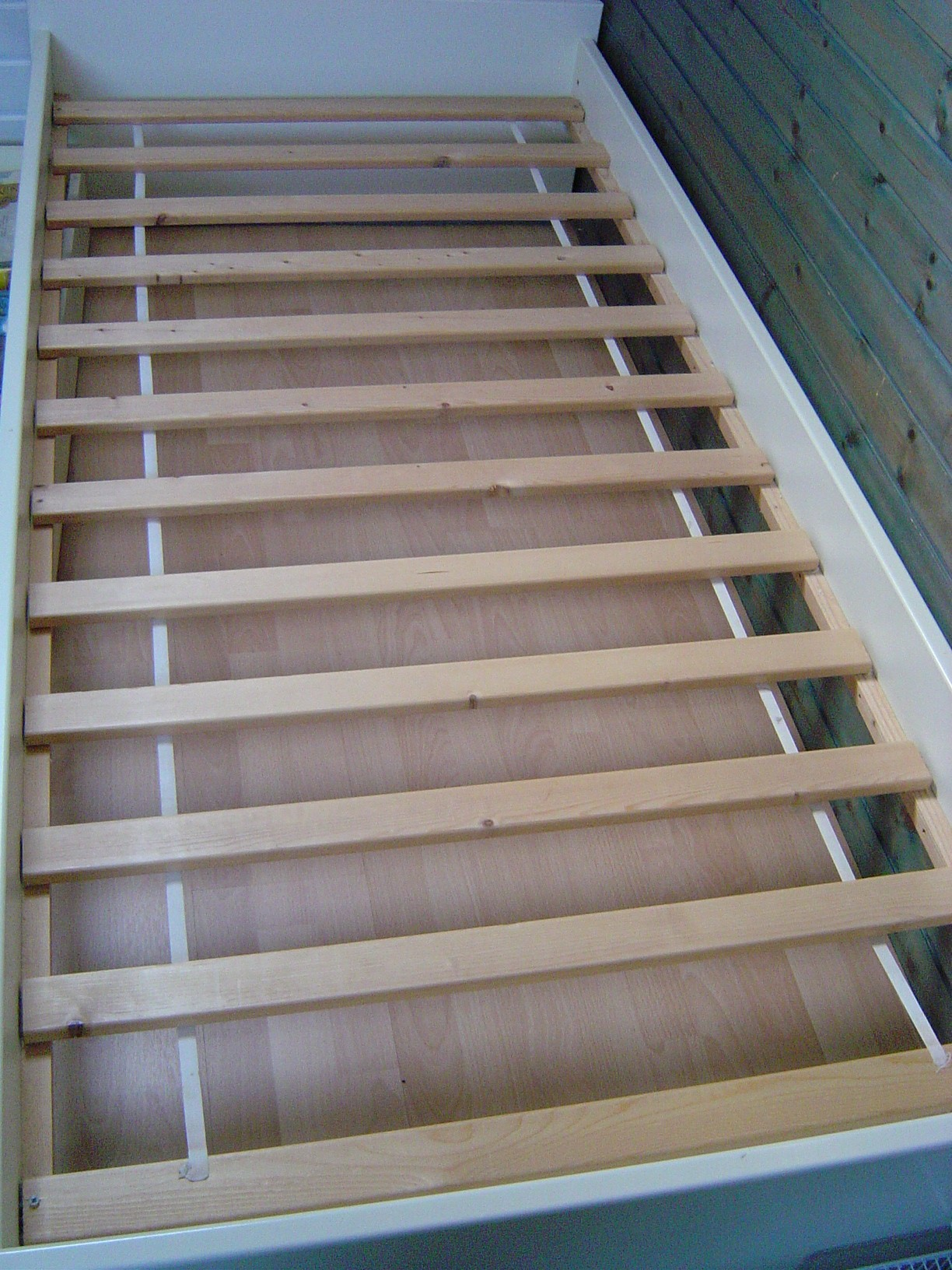
Um estrado

O estrado (pt-br) ou lastro (pt-pt) é um componente da cama que suporta o colchão e é geralmente feito com ripas de madeira. Pode ser fixo na cama ou apoiado em um encaixe específico, sendo uma de suas funções a de arejar o colchão.

## Tipos de estrado
Há diferentes formas de construção de estrados e algumas possuem propriedades ergonômicas.
Estrado comum ou padrãoA armação é feita de madeira com ripas transversais fixadas com materiais diversos, na grande maioria trabalhados artificialmente como plástico, metal ou nylon. Um estrado bem simples contém menos de 20 ripas e já um estrado comum contém contém cerca de 25 ripas com o espaço entre as mesmas de aproximadamente 4 cm.
Estrado ajustávelÉ como o estrado comum mas com ripas duplas na área da cama em que o peso é maior, sendo possível ajustar a resistência ao peso nessa região.
Estrado inclinávelÉ composto de diversos segmentos permitindo assim posicionar as costas ou as pernas de diferentes maneiras. Estes segmentos devem ser dividos seguindo princípios de ergonomia, bem como as diferentes posicões podem ser configuradas manual- ou eletronicamente.
Estrado enrolávelTrata-se de um estrado muito simples que ao invés de usar uma armação para apoiar as ripas usa uma corda ou faixa elástica. Apesar de não ser o modelo mais confortável facilita o transporte e armazenamento do produto.